# Раммінген (Баварія)
Раммінген (нім. Rammingen) — громада в Німеччині, знаходиться в землі Баварія. Підпорядковується адміністративному округу Швабія. Входить до складу району Унтеральгой. Складова частина об'єднання громад Тюркгайм.
Площа — 19,27 км2. Населення становить 1582 ос. (станом на 31 грудня 2020).